# Concha Martínez Montalvo
Concha Martínez Montalvo (Madrid, 1962) es una artista plástica española, especializada en escultura, pintura, cerámica, instalación y joyería.

## Trayectoria
Afincada en Murcia desde los años 90, Martínez se licenció en Bellas Artes en la Universidad de Murcia y posteriormente completó su formación como Técnica Superior de Artes Plásticas y Diseño, con la especialización en escultura, en la Escuela de Arte La Palma de Madrid.
Aparte de su faceta como artista, desde 1996, imparte clases como docente en la Escuela de Arte de Murcia. También fue profesora en la Facultad de Bellas Artes de la Universidad de Murcia entre 2008 y 2013, donde impartió clases de talla de madera y piedra. Posteriormente, en 2015, obtuvo la plaza en la Escuela de Arte de Murcia,donde imparte clases de joyería artística.

## Obra
Parte de su obra refleja su compromiso social, tratando temas relacionados con cuestiones de género, historias de mujeres o con los conflictos geopolíticos y medioambientales en relación con las industrias tecnológicas. Como parte de ese compromiso social relacionado con la igualdad de género, Martínez participó en 2018 junto a otras 10 mujeres en una muestra titulada MiradA de ArtistA, organizada por la Unidad de Coordinación contra la Violencia sobre la Mujer de la Delegación del Gobierno de Murcia. Al año siguiente, en 2019, y vinculado con el medio ambiente, formó parte de una acción en defensa del Mar Menor, organizada por varios artistas de la Región de Murcia preocupados por el estado de deterioro de esta laguna.
Algunas de las técnicas utilizadas en su obra plástica son la cerámica en gres, la arcilla refractaria y la porcelana, que combina con el desarrollo de obras en papel como dibujos, grabados y acuarelas, entre otras.

## Exposiciones
Entre sus exposiciones individuales, destacan:
- 2012 – Topografías. Progreso 80, Murcia.
- 2015 – He vivido muchas vidas y ninguna te pertenece. Fundación Casa Pintada, Mula (Murcia).
- 2016 – Donde habita la memoria. Esculturas en busca de voz. Museo Regional de Arte Moderno (MURAM), Cartagena.
- 2018 – Mulier mulieris. Museo de la Universidad de Alicante.
- 2021 – Lluvia roja. Capilla del Rectorado de la Universidad de Murcia (Murcia).
- 2022 – Algoritmo de sal. Centro Párraga, Murcia.